# Павел Шидел
Павел Шидел (пољ. Paweł Szydeł; рођен 1963. у Вјенцборку) је пољски песник и прозни писац. Идејни је творац, један од оснивача и од 1998. године главни уредник вишејезичног интернет чсописа за књижевност - „Побоча“ (пољ. Pobocza, у преводу Рубови) који је посвећен култури држава средње и источне Европе.
Своје радове је објављивао у „Аутографу“ (пољ. Autograf), „Уметничко-литералном прегледу“ (пољ. Przegląd Artystyczno - Literacki), „Изразима“ (пољ. Wyrazy), „Литералном магазину“ (пољ. Magazyn Literacki), „Аканту“ (пољ. Akant), „Побочама“ (пољ. Pobocza), „Топосу“ (пољ. Topos), „Бохему“ (пољ. Bohem) као и у часописима који се објављују ван Пољске: „Пси вино“ (чеш. Psi vino), „Велес“ (Weles), „Ђејаслов“ (Dziejaslov), „Трећи Трг“, „Лирикон21“.
Од дела је написао „Небо није за одсутне“ (пољ. Niebo nie dla nieobecnego; 2000) и „Супротстављам се закону гравитације “ (пољ. Złorzeczę prawu ciążenia; 2005).
Песме су му превођене на белоруски, словеначки, српски и чешки језик.